# William Mitchell-Thomson
William Lowson Mitchell-Thomson (15 avril 1877 - 24 décembre 1938) est un homme politique écossais qui est ministre des Postes britannique de 1924 à 1929.

## Biographie
Mitchell-Thomson est né au numéro 7 Carlton Terrace, Édimbourg, fils de Mitchell Mitchell-Thomson, Lord Provost d'Édimbourg, qui est créé baronnet en 1900.
Mitchell-Thomson fait ses études au Winchester College et au Balliol College, à Oxford. Il obtient son LL.B avec distinction de l'Université d'Édimbourg en 1902 . Il rejoint le barreau écossais la même année, mais passe plusieurs années à voyager avant de retourner en Écosse.
Il est élu député unioniste du North West Lanarkshire en 1906, jusqu'à sa défaite aux élections générales de janvier 1910. Il est député du parti unioniste irlandais pour North Down d'avril 1910 à 1918.
Pendant la Première Guerre mondiale, il est directeur de la restriction des fournitures ennemies. Il est nommé Commandeur de l'Ordre de l' Empire britannique lors des honneurs du Nouvel An de 1918.
Après la guerre, il est nommé représentant britannique au Conseil économique suprême, puis secrétaire parlementaire au ministère de l'Alimentation et à la Chambre de commerce.
Il est ensuite député de Glasgow Maryhill entre 1918 et 1922, puis député conservateur de Croydon South, South London de 1923 à 1932.
En 1922, Mitchell-Thomson est secrétaire parlementaire de la Chambre de commerce et de 1924 à 1929, il est ministre des Postes. Lors de la grève générale de 1926, il occupe le poste de commissaire civil en chef. Il est nommé conseiller privé en 1924.
En 1932, Mitchell-Thomson démissionne de la Chambre des communes et est élevé à la pairie en tant que baron Selsdon, de Croydon dans le comté de Surrey.
En mai 1934, le gouvernement britannique nomme un comité, sous la direction de Lord Selsdon, pour entreprendre des enquêtes sur la viabilité de la création d'un service de télévision publique, avec des recommandations sur les conditions dans lesquelles un tel service pourrait être offert. Les résultats du rapport Selsdon sont publiés dans un seul livre blanc du gouvernement en janvier de l'année suivante. La BBC devait se voir confier le développement de la télévision. Lord Selsdon est l'un de ceux qui apparaissent le premier jour des émissions télévisées de la BBC, le 2 novembre 1936, en sa nouvelle qualité de président du comité consultatif de la télévision.

## Vie privée
Mitchell-Thomson se marie deux fois. En 1907, il épouse Madeleine, fille de Malcolm McEacharn. Ils ont une fille qui meurt en bas âge et un fils, Pierre. Le mariage se termine par un divorce en 1932. L'année suivante, il épouse Effie Lilian Loder Johnson, qui, sous le nom d'Effie Cook, est membre des Pelissier's Follies.
Lord Selsdon est décédé à son domicile du 20 Grosvenor Square, à Londres, en décembre 1938, à l'âge de 61 ans, et est incinéré au Golders Green Crematorium, ses cendres étant ensuite enterrées à Édimbourg. Il est remplacé dans ses titres par son fils aîné Peter, qui est un pilote de course bien connu.